# Adolf Stölzel
Adolf Friedrich Stölzel, född 28 juni 1831 i Gotha, död 19 april 1919 i Berlin, var en tysk jurist. Han var sonsons sonson till Gottfried Heinrich Stölzel.
Stölzel innehade åtskilliga ämbeten vid Kurhessens och Preussens domstolar och tilldelades 1887 professorstitel. Han blev 1886 president i preussiska juridiska examenskommissionen, insattes 1891 i preussiska herrehuset och tog avsked från statstjänsten 1898. 
Stölzel författade en mängd ansedda juridiska arbeten, bland vilka framför allt märks hans pedagogiskt betydelsefulla Schulung für die civilistische Praxis (1894–97; I, nionde upplagan 1913; II, femte upplagan 1914), vidare de rättshistoriska undersökningarna Die Entwicklung des gelehrten Richtertums (två band, 1872, prisbelönad) och Die Entwicklung der gelehrten Rechtsprechung (två band, 1901, 1910), en biografi över Carl Gottlieb Svarez (1885) och Deutsches Eheschliessungsrecht (1876; fjärde upplagan 1904).